# Technika bromo-żelatynowa

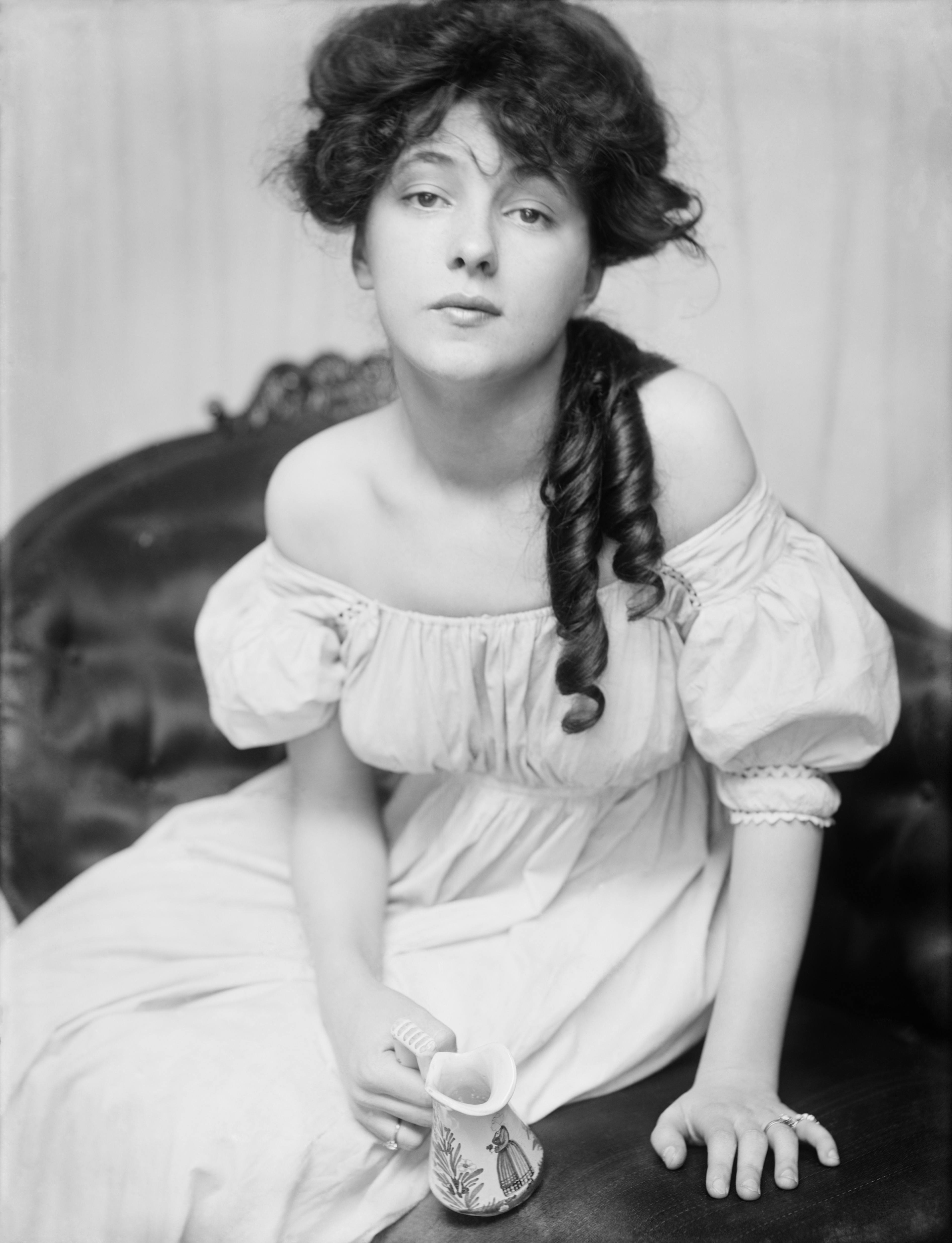
Gertrude Käsebier, Evelyn Nesbit, negatyw bromo-żelatynowy, ok. 1900

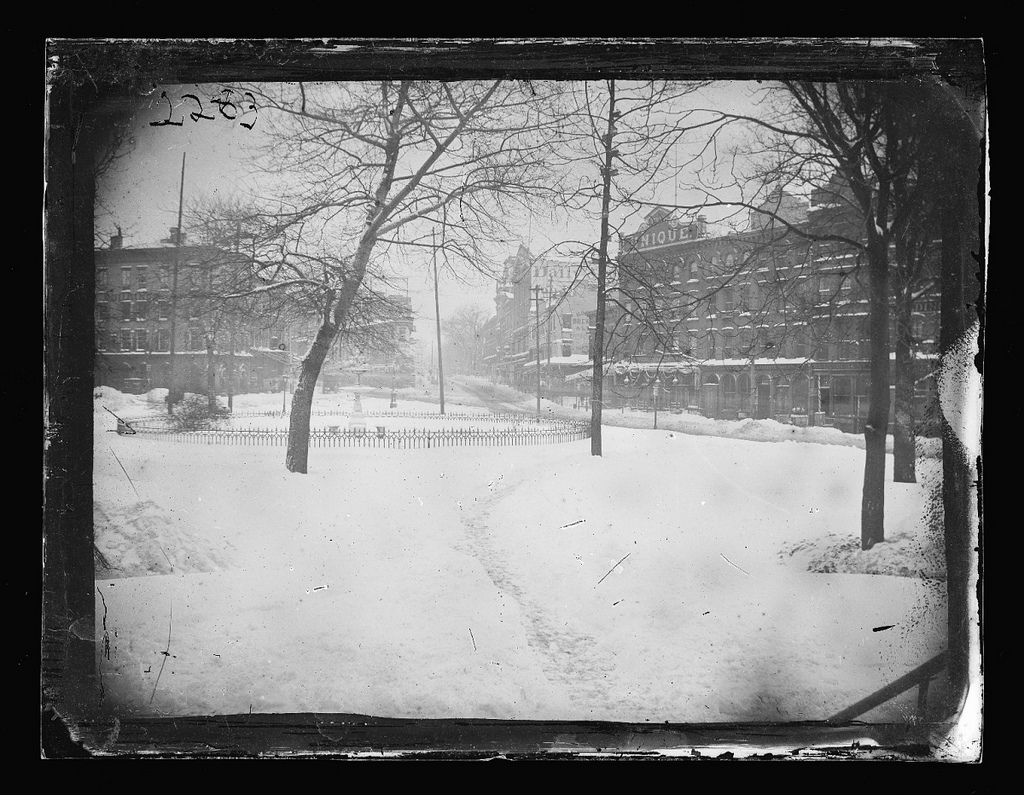
George Bradford Brainerd, Borough Hall Park, negatyw bromo-żelatynowy, ok. 1872-1887

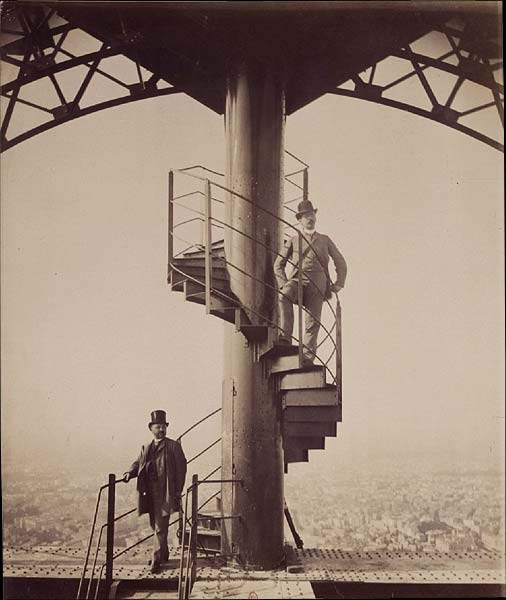
Bracia Neurdein, Gustave Eiffel na wieży. Wystawa światowa, Paryż, 1889, odbitka albuminowa z negatywu bromo-żelatynowego, 1889

Technika bromo-żelatynowa (bromo-srebrowo-żelatynowa, żelatynowo-srebrowa), zw. także suchą płytą – negatywowa technika fotograficzna, w której szklana płyta pokrywana była żelatyną będąca nośnikiem dla substancji światłoczułej. Technikę wynalazł w 1871 roku Richard Leach Maddox. 
W przeciwieństwie do mokrych płyt kolodionowych, kliszami bromo-żelatynowymi nie trzeba było operować natychmiast po ich przygotowaniu, dlatego technikę tę nazwano suchą płytą. Dzięki temu możliwa była fabryczna produkcja takich negatywów. Odbitki wykonywane były stykowo na różnego typu papierach, m.in. żelatynowo-srebrowych (kopiowanych i wywoływanych).
Łatwiejsze, niewymagające ciemni, wykonywanie zdjęć, dostępność gotowych klisz w handlu, a także światłoczułość wyższa od negatywów kolodionowych (co pozwalało na skrócenie czasu naświetlania) spowodowały, że technika bromo-żelatynowa wyparła wcześniej stosowany proces kolodionowy. Co więcej, technika ta – jako pierwsza w historii – była na szeroką skalę wykorzystywana przez amatorów, a nie tylko profesjonalne studia. Stosowana była powszechnie od lat 70. do 90. XIX wieku, gdy zaczęła być zastępowana przez negatywy nitrocelulozowe. Zanikła w latach 20. XX wieku.

## Historia
Technika została opracowana przez Richarda Leacha Maddoxa (1816-1902), który nie był zawodowym fotografem, ale lekarzem. Swoje odkrycie, polegające na zastąpieniu kolodionu żelatyną, opublikował na łamach „British Journal of Photography” 8 września 1871 roku. Wkrótce jej ulepszenia wprowadzili inni fotografowie, tacy jak Charles Bennett, który w 1878 r. zwiększył czułość negatywów.
Zastąpienie nośnika kolodionowego przez żelatynowy było jedną z najważniejszych innowacji w historii fotografii, a technika ta szybko po jej wprowadzeniu stała się dominującą. Jej wprowadzenie nie tylko oznaczało początek nowoczesnej fotografii, ale także doprowadziło do powstania nowej gałęzi przemysłu i miało swoje konsekwencje w kolejnych wynalazkach, takich jak ręczne kamery czy błony zwojowe.
Początkowo, w latach 70., klisze pokrywane były warstwą żelatynową jeszcze ręcznie, ale już w 1878 roku zaczęły być fabrycznie produkowane przez londyńską firmę Wratten & Wainright. W Stanach Zjednoczonych ich pierwszym producentem został rok później Keystone Dry Plate Works, a w 1880 r. wytwarzanie rozpoczął George Eastman, założyciel Eastman Dry Plate Company. Produkowali je także: Agfa, Ilford i Lumière.

## Technika
Technika polega na pokryciu szklanej płyty warstwą żelatyny, która jest nośnikiem dla światłoczułych soli. W tym celu roztwór azotanu srebra łączony jest z roztworem żelatyny i bromku potasu, w wyniku czego powstaje mleczna zawiesina zawierająca światłoczuły bromek srebra. Następnie jest ona podgrzewana, co zwiększa jej światłoczułość, a po wystygnięciu – gdy stwardnieje – pokrajana na paski i wypłukana. Następnie są one rozpuszczane, a powstała w ten sposób ciecz jest rozprowadzana na szklanej płycie. Klisze suszone są w ciemnościach, pakowane i dostarczane do punktów sprzedaży. Po naświetleniu negatyw jest wywoływany, utrwalany (w tiosiarczanie sodu) i płukany. Z gotowego negatywu wykonuje się pozytywy – odbitki.